# Franz von Thun und Hohenstein
El Príncipe Franz Anton von Thun und Hohenstein (en checo: kníže František Antonín z Thunu a Hohensteina; 2 de septiembre de 1847, Děčín, Bohemia - 1 de noviembre de 1916, Děčín, Bohemia) fue un noble, estadista y militar austrohúngaro.  
En 1857 obtuvo el rango de Mayor General, sirviendo en el contingente de tropas austríacas enviadas a México en Ayuda del emperador Maximiliano I, de quien von Thun obtuvo la más alta estima. Sirvió como Gobernador de la monarquía Habsburgo de su nativa Bohemia entre 1889 y 1896 y de nuevo entre 1911 y 1915. También sirvió brevemente como el 15.º Ministro-Presidente de Austria y como Ministro del Interior entre 1898 y 1899.

## Biografía
Como la mayoría del resto de la familia Thun und Hohenstein, pertenecía al Partido Federalista, y su elección en 1889 como gobernador de Bohemia fue un motivo de grave insatisfacción entre los austriacos germanos. Tomó parte en la negociación de 1890 para el acuerdo en Bohemia, pero las elecciones de 1891, en la que los Jóvenes Checos, quienes se oponían al partido feudal, obtuvieron una victoria decisiva, hizo su posición muy difícil. En contra de lo esperado, mostró gran energía en suprimir el desorden; pero tras la proclamación del estado de sitio su posición se tornó insostenible, y en 1895 tuvo que dimitir. Tras la dimisión de Badeni en 1898 fue hecho ministro presidente, un puesto que mantuvo por poco más de un año. Aunque tuvo éxito en dar por concluidas las negociaciones con Hungría, el apoyo que dio a checos y eslovenos aumentó la oposición de los alemanes hasta tal punto que el gobierno parlamentario se hizo imposible, y a finales de 1899 fue obligado a dimitir.
Su simpatía hacia el pueblo checo fue responsable de una disputa diplomática menor entre Austria-Hungría y el Imperio alemán cuando el gobierno prusiano deportó algunos de sus inmigrantes trabajadores checos y polacos en 1899. El incidente fue parte de un enfriamiento general de las relaciones entre los dos imperios al final del siglo XIX.

## Vida personal
Franz se casó en primeras nupcias en Praga con la Princesa Ana María Gabriela zu Schwarzenberg (1854-1898) en 1874. El matrimonio no tuvo hijos. Contrajo matrimonio por segunda vez en 1901 con su prima distante, la Condesa Ernestina Gabriela von Thun und Hohenstein (1858-1948), viuda del Conde Eugen Wratislaw de Mitrovic (1855-1897). Tuvo una hija, la Condesa Ana María Guillermina (1903-1943), quien se casó con un primo hermano, el barón Wolfgang von Thienen-Adlerflycht (1896-1942) y adquirió el Castillo de Neuhaus cerca de Salzburgo como regalo de bodas. 

## Título de Príncipe
Fue elevado al rango de Príncipe por el emperador Francisco José I de Austria el 19 de julio de 1911. Como solo tenía una hija, a su muerte en 1916 el título principesco fue heredado por su hermano, el Príncipe Jaroslav von Thun und Hohenstein (1864-1929), tío y tutor legal de los Hohenbergs, hijos de los asesinados Archiduque Francisco Fernando de Austria y la Duquesa Sofía de Hohenberg, quien era la hermana de la esposa de Jaroslav, la Condesa María Pía Chotek von Wognin.